# Axicon

Ein Axicon erzeugt einen Bessel-ähnlichen Strahl

Ein Axicon ist eine spezielle, konisch geschliffene Linse. Ein Axicon bildet eine Punktquelle auf eine Linie entlang der optischen Achse ab, oder transformiert einen Laserstrahl in einen Ring.

## Allgemeines
Axicons sind konische Linsen, welche ein ringförmiges Strahlprofil erzeugen und in der wissenschaftlichen Forschungsarbeit bzw. bei verschiedenen Laser-Anwendungen eingesetzt werden. Sie können sowohl konvex als auch konkav sein und aus jedem optischen Material hergestellt werden. Durch die Kombination mit weiteren Axicons oder Linsen lassen sich vielfältige Strahlprofile erzeugen.
Das durch ein Axicon erzeugte Strahlprofil ist ein lokal begrenzter Bessel-ähnlicher Strahl, welcher als Folge der Interferenz aller Teilstrahlen entlang der optischen Achse entsteht. Folglich weist dieser „selbst-heilende“ Eigenschaften und ein schmales Hauptmaximum auf.

## Besonderheiten und Besselstrahlformung
Einzelne Axicons werden üblicherweise dazu verwendet, eine ringförmige Lichtverteilung zu erzeugen, welche entlang der optischen Achse über einen gewissen Bereich lateral konstant ist. Diese Besonderheit resultiert dabei aus der Generierung von (nicht beugenden) Bessel-ähnlichen Strahlen mit hauptsächlich vom Axiconwinkel α festgelegten Eigenschaften.

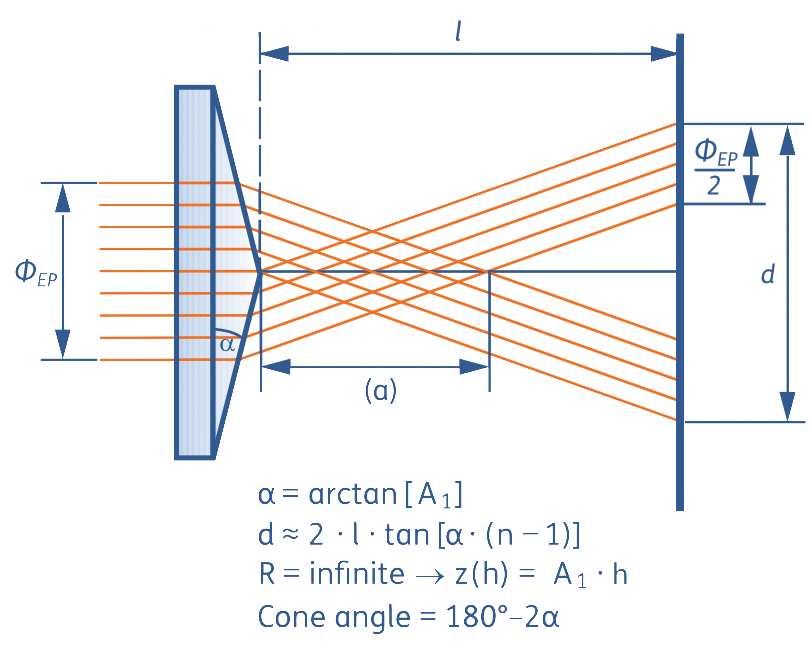
Erzeugen von Besselstrahlen durch ein Axicon

Für eine Vielzahl von Anwendungen gibt es folglich zwei Bereiche von Interesse: ein langer Bereich mit einer fast konstanten Intensitätsverteilung (a) und eine ringförmige Fernfeldintensitätsverteilung (b). Der Abstand (a) hängt vom Winkel α des Axicon und dem Durchmesser (ØEP) des einfallenden Strahls ab. Der Durchmesser der ringförmigen Fernfeldintensitätsverteilung (b) ist proportional zur Länge l. Dabei beträgt die Ringbreite etwa die Hälfte des Durchmessers des einfallenden Strahls.

## Anwendungsgebiete
Axicons werden in der wissenschaftlichen Forschungsarbeit und bei verschiedenen Laseranwendungen eingesetzt, welche ein ringförmiges Strahlprofil erfordern, welches über einen gewissen Bereich entlang der optischen Achse eine nahezu identische Verteilung aufweist.
Eine weitere Anwendung von Axicons besteht in Teleskopen, in denen das gewöhnlich verwendete sphärische Objektiv durch ein Axicon ersetzt wird. Ein solches Teleskop kann zeitgleich Ziele in Entfernungen von einem Meter bis zur Unendlichkeit fokussieren ohne Anpassungen vorzunehmen zu müssen.
Axicons können zudem in der Laser-Augenchirurgie genutzt werden. Die Fähigkeit einen Laserstrahl in ein ringförmiges Strahlprofil zu fokussieren ist bei der Glättung und dem Abtrag von Hornhautgewebe hilfreich. Durch die Kombination eines konvexen und eines konkaven Axicon, sowie die Variation des Abstandes zueinander, kann der Durchmesser des Rings für eine optimale Leistungsverteilung eingestellt werden.
Weitere Anwendungen
- Lasermaterialbearbeitung

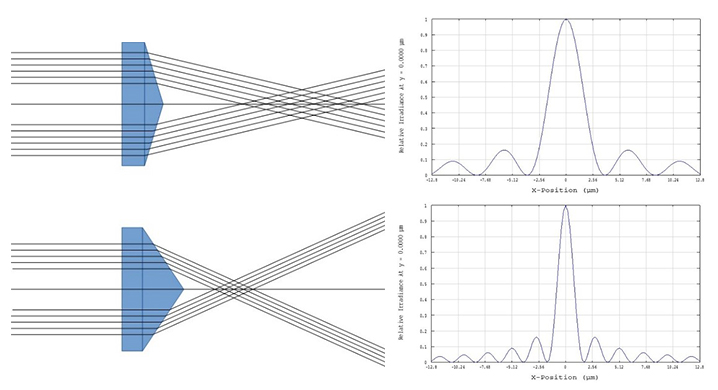
Abhängigkeit der Ringweite vom Axiconwinkel

- Anwendungen zur Vermessung und Ausrichtung
- Forschung & Wissenschaft